# موریل تلیو
موریل تلیو (به انگلیسی: Murielle Telio) بازیگر آمریکایی است.
از فیلم‌های معروف او می‌توان به بازی در فیلم مردان خوب اشاره کرد.